# FC Girona
Der Girona FC ist ein Fußballverein in der spanischen Stadt Girona, Autonome Gemeinschaft Katalonien. Der 1930 gegründete Klub spielt seit der Saison 2022/23 in der höchsten spanischen Liga.

## Geschichte

Leistungen des FC Girona in der Liga 1929-heute

Der FC Girona entstand am 23. Juli 1930 aus dem Zusammenschluss mehrerer regionaler Vereine, die in den 1920er Jahren in der katalanischen Stadt entstanden sind. Einer dieser Vereine war die Unió Esportiva Girona. Die beste Saison der Vereinsgeschichte war die Saison 1935/36, als man erster der Segunda División wurde. Der Spanische Bürgerkrieg verhinderte den Einzug der Katalanen in Spaniens erste Liga.
Girona spielte bis zur Saison 2016/17 jahrzehntelang zwischen zweiter und dritter Liga.
Die Spielzeit 2016/17 beendete man in der zweiten spanischen Liga auf dem zweiten Rang und stieg damit direkt und erstmals in die Primera División auf, nachdem man in den vier Jahren zuvor dreimal in den Play-offs gescheitert war. Die erste Erstligasaison der Vereinsgeschichte beendete Girona auf dem 10. Platz. Am 29. Oktober konnte sogar der amtierende Champions-League-Sieger Real Madrid mit 2:1 besiegt werden.
Am 23. August 2017 war bekannt geworden, dass die City Football Group 44,3 % am FC Girona erwarb. Weitere 44,3 % gehören der Girona Football Group.
2019 konnte durch ein 3:3 im Rückspiel des Achtelfinales des spanischen Pokals bei Atlético Madrid (Hinspiel: 1:1) erstmals in der Vereinsgeschichte das Viertelfinale der Copa del Rey erreicht werden. Dort schied man dann gegen Real Madrid aus. Am 6. März 2019 gewann der FC Girona durch ein 1:0 gegen den FC Barcelona die vom katalanischen Fußballverband organisierte „Supercopa de Catalunya“. Dennoch stieg man am Ende der Saison 2018/19 mit 37 Punkten wieder in die Segunda División ab.
Bis zum Wiederaufstieg in die erste Liga dauerte es drei Jahre. Girona landete stets auf einer Top 6-Platzierung und qualifizierte sich damit jedes Mal für die Play-offs zum Aufstieg. In der Saison 2019/20 gewann man als Fünftplatzierter doppelt gegen die UD Almería (1:0 h; 2:1 a), scheiterte im Finale aber knapp am FC Elche (0:0 a; 0:1 h). In der anschließenden Saison 2020/21 gelang erneut Platz 5 und man traf im Halbfinale erneut auf die UD Almería. Gegen diese setzte man sich erneut souverän durch (3:0 h; 0:0 a), scheiterte jedoch im Anschluss an Rayo Vallecano. Dabei wurde das Hinspiel in Vallecas mit 2:1 gewonnen, im Rückspiel verlor man jedoch zuhause mit 0:2. In der Saison 2021/22 sollte der Aufstieg aber gelingen, wobei man diesmal Sechster wurde. Das Hinspiel gegen die SD Eibar verlor man noch mit 0:1, dafür setzte man sich im Rückspiel auswärts mit 0:2 durch. Gegen die CD Teneriffa spielte man zuhause 0:0, holte im Rückspiel aber einen erneuten Auswärtssieg in der Höhe von 3:1.
Wie schon in der Premierensaison fünf Jahre zuvor belegte Girona in der Saison 2022/23 den zehnten Platz. Anschließend sorgte der Klub in der Saison 2023/24 für großes Aufsehen. Am siebten Spieltag schlug Girona den FC Villarreal auswärts mit 2:1 und übernahm damit erstmals die Tabellenführung im spanischen Oberhaus. Diese gab man im nächsten Spiel durch eine 0:3-Niederlage gegen Real Madrid aber prompt wieder ab. Bereits am 11. Spieltag holte man sich die Tabellenführung durch einen 4:2-Erfolg über den CA Osasuna wieder zurück. Diese hielt bis zum Rückspiel gegen Real Madrid stand, ehe man dieses aber mit 0:4 erneut deutlich verlor. In der Copa del Rey erreichte der Klub zum zweiten Mal das Viertelfinale, wo man mit 2:3 aber dem Überraschungsfinalisten RCD Mallorca unterlag. Es folgte eine enorme Schwächephase in Auswärtsspielen, die nächsten vier Partien in der Fremde gingen selbst gegen schwächere Gegner allesamt verloren. Nach einem 4:2-Erfolg über den FC Barcelona am 34. Spieltag qualifizierte sich der FC Girona bereits vorzeitig für die UEFA Champions League 2024/25 und damit erstmals überhaupt für einen internationalen Wettbewerb. Der zweite Platz ging im Schlussspurt zwar verloren, Platz 3 ist aber dennoch der beste in der Klubgeschichte. Zudem wurde der ukrainische Stürmer Artem Dowbyk mit 24 Treffern als Torschützenkönig der Saison ausgezeichnet.

## Stadion
Der FC Girona spielt im Estadi Municipal de Montilivi, welches eine Kapazität von 14.624 Zuschauern hat.

## Kader 2024/25
Stand: 2. Mai 2025
| Nr.        | Nat.           | Name                     | Geburtstag | im Verein seit | Vertrag bis |
| Tor        | Tor            | Tor                      | Tor        | Tor            | Tor         |
| ---------- | -------------- | ------------------------ | ---------- | -------------- | ----------- |
| 01         | Spanien        | Juan Carlos              | 20.01.1988 | 2019           | 2025        |
| 13         | Argentinien    | Paulo Gazzaniga          | 02.01.1992 | 2023           | 2027        |
| 25         | Ukraine        | Vladyslav Krapyvtsov     | 25.06.2005 | 2025           | 2029        |
| Abwehr     |                |                          |            |                |             |
| 03         | Spanien        | Miguel Gutiérrez         | 27.07.2001 | 2022           | 2027        |
| 04         | Spanien        | Arnau Martínez           | 25.04.2003 | 2021           | 2027        |
| 05         | Spanien        | David López              | 09.10.1989 | 2022           | 2026        |
| 15         | Spanien        | Juan Pedro Ramírez López | 30.04.1991 | 2016           | 2025        |
| 16         | Spanien        | Alejandro Francés        | 01.08.2002 | 2024           | 2029        |
| 17         | Niederlande    | Daley Blind              | 09.03.1990 | 2023           | 2026        |
| 18         | Tschechien     | Ladislav Krejčí          | 20.04.1999 | 2024           | 2029        |
| Mittelfeld |                |                          |            |                |             |
| 06         | Niederlande    | Donny van de Beek        | 18.04.1997 | 2024           | 2028        |
| 12         | Brasilien      | Arthur                   | 12.08.1996 | 2025           | 2025        |
| 14         | Spanien        | Oriol Romeu              | 24.09.1991 | 2024           | 2025        |
| 21         | Venezuela      | Yangel Herrera           | 07.01.1998 | 2023           | 2027        |
| 22         | Kolumbien      | Jhon Solís               | 03.10.2004 | 2023           | 2028        |
| 23         | Spanien        | Iván Martín Núñez        | 14.02.1999 | 2023           | 2028        |
| Sturm      |                |                          |            |                |             |
| 07         | Uruguay        | Cristhian Stuani         | 12.10.1986 | 2017           | 2026        |
| 08         | Ukraine        | Wiktor Zyhankow          | 15.11.1997 | 2023           | 2027        |
| 09         | Spanien        | Abel Ruiz                | 28.01.2000 | 2024           | 2029        |
| 10         | Kolumbien      | Yaser Asprilla           | 19.11.2003 | 2024           | 2030        |
| 11         | Niederlande    | Arnaut Groeneveld        | 19.11.2003 | 2024           | 2025        |
| 19         | Nordmazedonien | Bojan Miovski            | 24.06.1999 | 2024           | 2028        |
| 20         | Spanien        | Bryan Gil                | 11.01.2001 | 2024           | 2025        |
| 24         | Spanien        | Portu                    | 21.05.1992 | 2023           | 2027        |
| 27         | Niederlande    | Gabriel Misehouy         | 18.07.2005 | 2024           | 2028        |

## Trainer
(unvollständig)
- Francisco Bru (1937–1939)
- Károly Plattkó (1948–1949)
- Juan Marrero Pérez (1949–1950)
- Domènec Balmanya (1952)
- Patricio Caicedo (1957)
- Emilio Aldecoa (1955–1957, 1959–1960, 1967–1968, 1974–1976, 1982)
- Dagoberto Moll (1965–1966)
- Vicenç Sasot (1972–1974, 1979–1980)
- Lluís Coll (1976)
- Pepe Pinto (1980–1981, 1981–1982)
- Luis Costa Juan (1981–1982)
- Francisco Martínez Bonachera (1993)
- Pere Gratacós (1997–1999)
- Josep Moratalla (2001–2003)
- Narcís Julià (2003, 2009–2010)
- Agustín Abadía (2003–2004)
- Josep María Nogués (2004–2005)
- Domènec Torrent (2005–2006)
- Joan Carrillo (2006–2007)
- Ricardo Rodríguez (Fußballtrainer) (2007, 2013)
- Raül Agné (2007–2009, 2010–2012)
- Javi Salamero (2009, 2012)
- Miquel Olmo (2009)
- Cristóbal Parralo (2009)
- Josu Uribe (2012)
- Rubi (Fußballspieler) (2012–2013)
- Francisco Javier López Castro (2013–2014)
- Pablo Machín (2014–2018)
- Eusebio Sacristán (2018–2019)
- Juan Carlos Unzué (2019)
- Juan Carlos Moreno (2019)
- Josep Lluís Martí (2019–2020)
- Francisco (2020–2021)
- Míchel (2021–)

## Saisons
- 2004/05: Segunda División B 17. (Abstieg)
- 2005/06: Tercera División 1. (Play-Offs gescheitert)
- 2006/07: Tercera División 2. (Aufstieg)
- 2007/08: Segunda División B 1. (Aufstieg)
- 2008/09: Segunda División 16.
- 2009/10: Segunda División 14.
- 2010/11: Segunda División 11.
- 2011/12: Segunda División 15.
- 2012/13: Segunda División 4. (Play-Offs gescheitert)
- 2013/14: Segunda División 16.
- 2014/15: Segunda División 3. (Play-Offs gescheitert)
- 2015/16: Segunda División 4. (Play-Offs gescheitert)
- 2016/17: Segunda División 2. (Aufstieg)
- 2017/18: Primera División 10.
- 2018/19: Primera División 18.  (Abstieg)
- 2019/20: Segunda División 5. (Play-Offs gescheitert)
- 2020/21: Segunda División 5. (Play-Offs gescheitert)
- 2021/22: Segunda División 6. (Aufstieg)
- 2022/23: Primera División 10.
- 2023/24: Primera División 3.
- 2024/25: Primera División 16.

## Clubdaten
- Spielzeiten Liga 1: 4
- Spielzeiten Liga 2: 22
- Spielzeiten Liga 2B: 13
- Spielzeiten Liga 3: 44

## Erfolge
- Aufstieg in die Primera División: 2017, 2022
- Sieger der «Supercopa de Catalunya»: 2019
- Meister Segunda División B: 2008
- Meister Tercera División (5): 1934, 1948, 1955, 1989, 2006